# Dan Burn
Daniel Johnson Burn, detto Dan (Blyth, 9 maggio 1992), è un calciatore inglese, difensore del Newcastle Utd e della nazionale inglese.

## Caratteristiche tecniche
Difensore centrale potente e abile nei colpi di testa, può ricoprire benissimo il ruolo di terzino sinistro. Utilizzato all'occorrenza anche come esterno di centrocampo sulla fascia mancina, il suo idolo nel mondo del calcio è l'ex attaccante del Newcastle United Alan Shearer.

## Carriera

### Club

#### Gli inizi, Darlington
Inizia a giocare a calcio nelle giovanili del Newcastle United, squadra di cui è tifoso, ma viene scartato alla vigilia di Natale del 2003; si unisce così, all'età di 11 anni, ai New Hartley Juniors. Nel 2005 passa al Blyth Town Football Club, venendo utilizzato, per sua scelta, come portiere; vi rimane fino al 2007, quando passa agli Spartans della stessa città, quella natale di Burn. Nella posizione di terzino sinistro, viene notato da uno scout del Darlington, militante in Football League Two, quarta divisione del calcio inglese; il club gli offre così un contratto di 2 anni.

#### Fulham
Dopo 19 presenze e nessuna rete tra tutte le competizioni con il Darlington, Burn, ormai diventato difensore centrale, viene acquistato dal Fulham, in Premier League, per una cifra di circa 350 mila sterline. Nella sua prima stagione al club londinese non riesce a trovare spazio in prima squadra, venendo così impiegato solo ed esclusivamente con la formazione Under-21. Nel campionato riserve disputa in totale 25 partite: 21 nella stagione 2011-2012 e 4 nella prima parte di quella successiva.

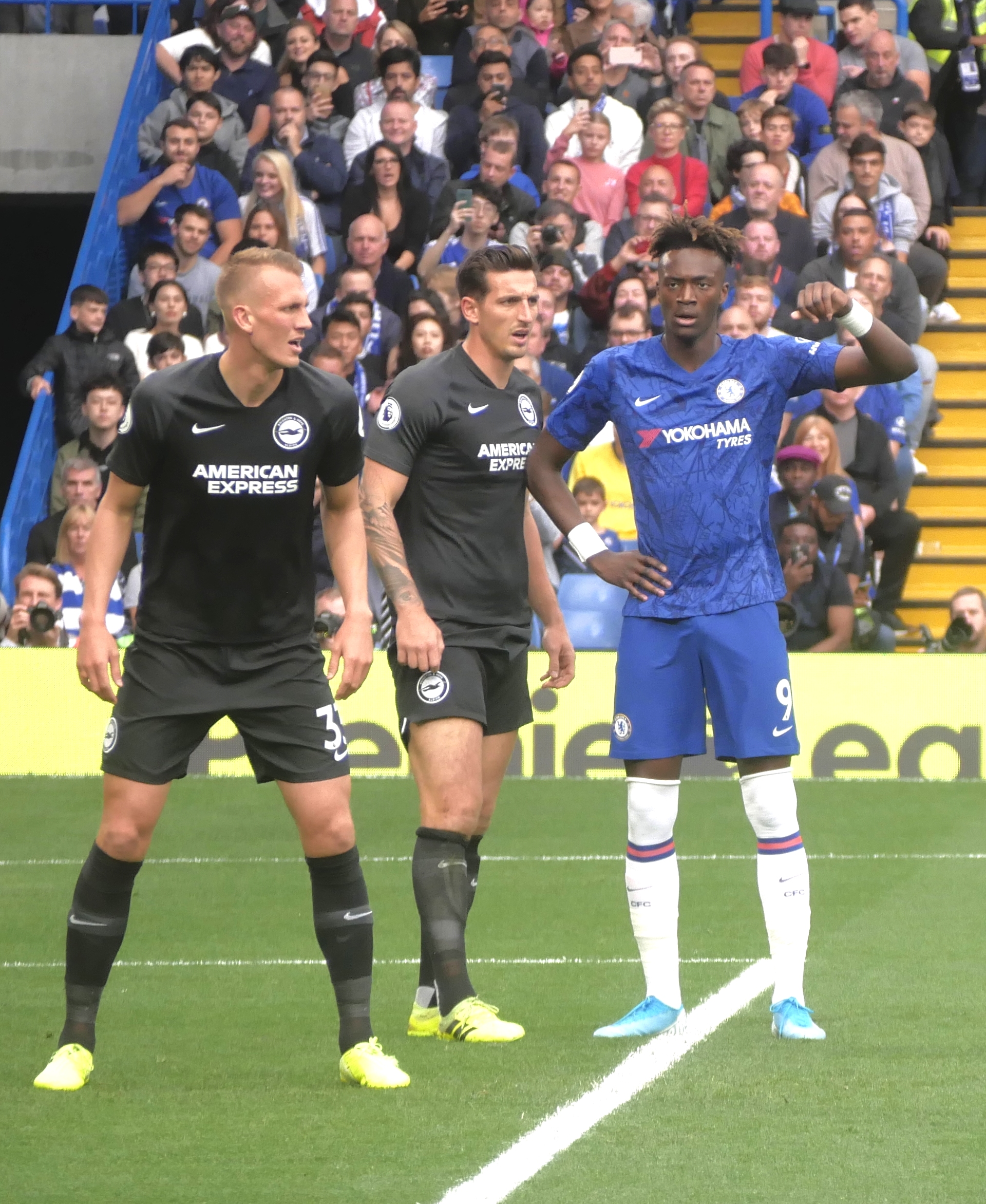
Burn (sinistra) con il compagno di squadra Lewis Dunk e l'avversario Tammy Abraham durante -Brighton (2-0) del 28 settembre 2019

#### Yeovil Town
Il 25 settembre 2012 si trasferisce in prestito allo Yeovil Town, in League One. Arrivato in tempo per la nona giornata di campionato, debutta immediatamente dal primo minuto e con una rete nella sconfitta per 3-2 in casa del Preston North End. Titolare inamovibile dei Glovers, è protagonista di una spettacolare ascesa dal quattordicesimo al quarto posto del club, che si qualifica così ai play-off promozione. Nella semifinale d'andata perde 1-0 contro lo Sheffield United, ma al ritorno ribalta il risultato vincendo 2-0. In finale contro il Brentford Burn segna, con un colpo di testa, il goal del momentaneo 2-0, rivelatosi poi decisivo, in quanto il match terminerà 2-1 e porterà lo Yeovil in Championship.

#### Birmingham City
Fatto ritorno alla base il 20 maggio 2013, nel mercato estivo viene mandato di nuovo on loan: il 3 luglio è un nuovo giocatore del Birmingham City, in Championship. Nonostante le non esaltanti prestazioni della squadra, Burn, fondamentale nella formazione dei Blues (28 presenze, condite da un goal e un assist, in mezza stagione), convince il Fulham, che lo richiama a gennaio, sperando possa essere utile per raggiungere l'obiettivo salvezza, alla fine non centrato.

#### Ritorno al Fulham

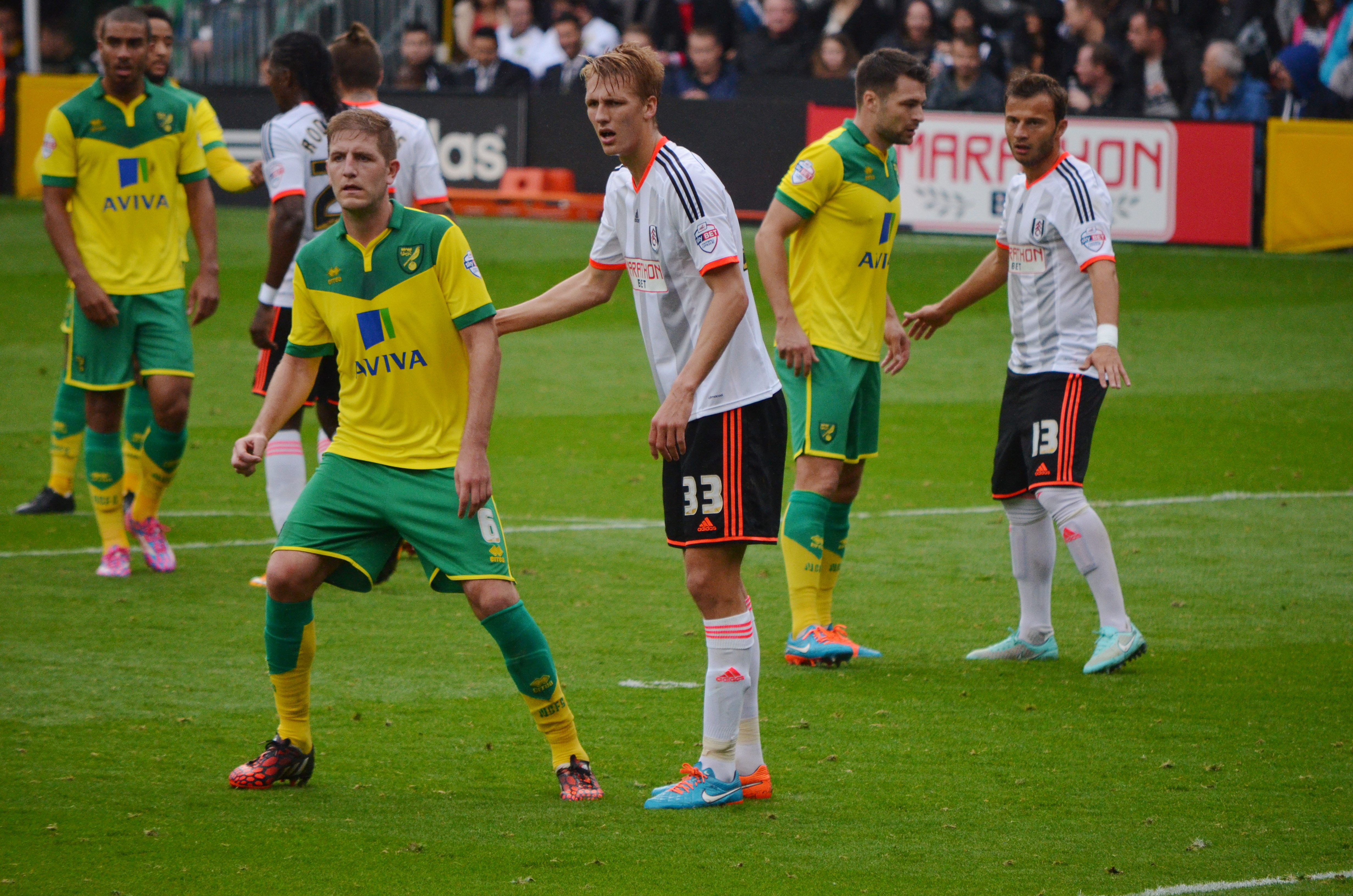
Burn (centro) con il Fulham il 18 ottobre 2014 durante il match vinto 1-0 contro il

Nella stagione della retrocessione (la squadra termina diciannovesima in Premier League) Burn colleziona con il Fulham 12 presenze: 9 in lega e 3 in FA Cup, competizione dalla quale il club viene eliminato allo spareggio del quarto turno dopo i tempi supplementari contro lo Sheffield United. Nella prima metà dell'annata 2014-2015 il difensore gioca la maggior parte delle partite, per poi trovare meno spazio nella seconda. Segna la sua prima rete con la maglia dei Cottagers il 21 ottobre 2014, vestendo la fascia di capitano nel match pareggiato 3-3 contro il Rotherham United. Nel 2015-2016 acquisisce più importanza, scendendo in campo 32 volte e fornendo 2 assist.

#### Wigan Athletic
Il 1º luglio 2016, alla scadenza del contratto con il Fulham, si unisce a parametro zero al Wigan Athletic, neopromosso in Championship, firmando un contratto di tre anni. Debutta, dal primo minuto, il 6 agosto dello stesso anno nel match di lega perso 2-1 contro il Bristol City. Trova il primo goal con la nuova maglia nella vittoria per 1-0 contro il Birmingham City il 7 marzo 2017. La squadra non riesce a evitare la retrocessione, piazzandosi al 23º posto, con Burn che disputa 44 partite e segna una rete tra tutte le competizioni. Nella stagione 2017-2018 il Wigan domina e vince la League One; Burn, che è il vice-capitano, gioca 45 partite, condite da 5 goal e 2 assist, in campionato, mentre in FA Cup, dalla quale il club esce al sesto turno contro il Southampton (2-0), totalizza 8 presenze e 1 goal.

#### Brighton
Il 9 agosto 2018 viene acquistato dal Brighton & Hove Albion, militante nella massima divisione inglese, per circa 3 milioni di sterline; il club decide però di lasciarlo in prestito al Wigan fino all'inizio del mercato invernale. Oltre alle 17 presenze collezionate con i Latics fino a gennaio, infatti, non disputerà altri match in stagione. Ma in quella successiva tutto cambia: Burn gioca tutte le partite possibili di Premier League, 34 - saltandone quattro per via di un infortunio alla clavicola - di cui 33 da titolare.
Per l'annata 2020-2021, pur non scendendo sempre in campo, si conferma titolare della formazione dei Seagulls, totalizzando 32 presenze tra Premier, FA Cup e EFL Cup. Segna il suo primo goal con il Brighton alla penultima giornata di campionato, il 18 maggio 2021 contro il Manchester City già campione anticipatamente, completando una rimonta casalinga da 0-2 a 3-2 grazie a un tiro di destro al 76º minuto.

#### Newcastle

##### 2022-2023: la qualificazione in Champions League e il percorso in EFL Cup

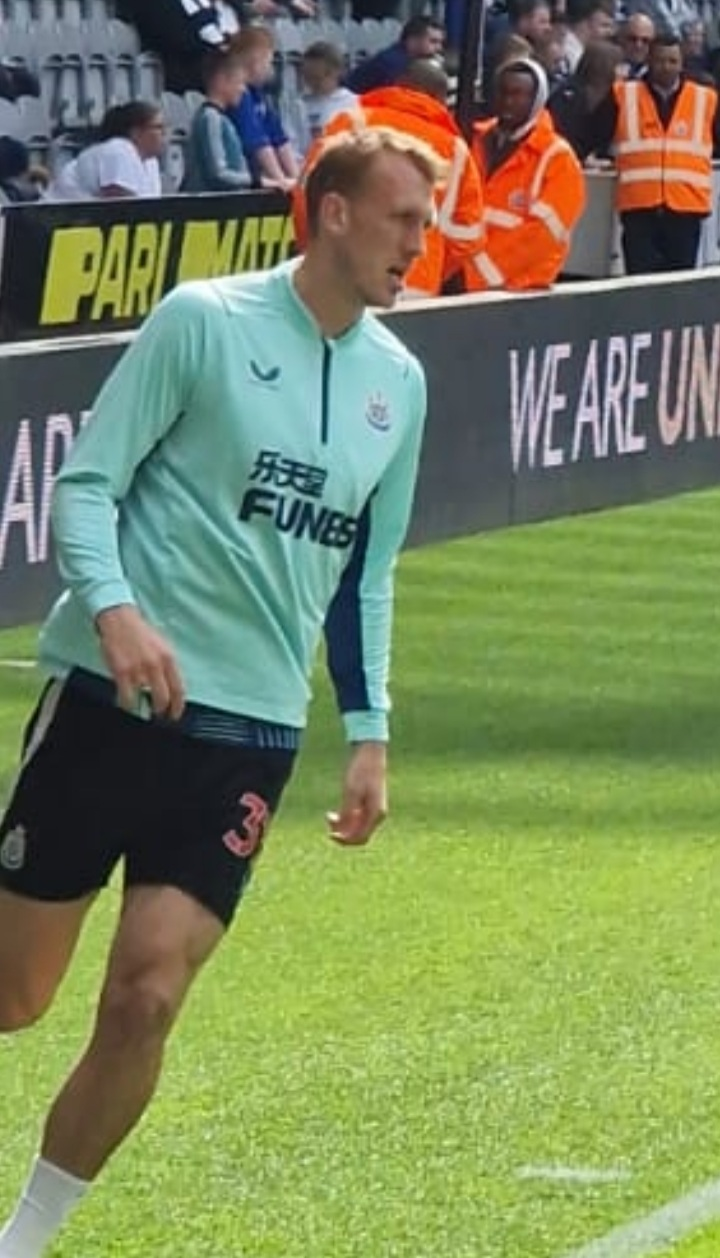
Burn il 7 maggio 2023 durante il riscaldamento prima di Newcastle-Arsenal (0-2)

A metà della stagione seguente, dopo aver giocato solo 16 partite con il Brighton per via di due infortuni al ginocchio, ritorna al Newcastle United: l'affare viene concluso il 31 gennaio 2022 per 13 milioni di sterline e Burn firma un contratto di due anni e mezzo. Debutta il 13 febbraio, da titolare, nella vittoria per 1-0 contro l'Aston Villa. Con lui in campo, i Magpies vincono 10 partite su 16 e passano dal 18º all'11º posto in campionato. Nel 2022-2023 diventa indispensabile: non salta nemmeno un match di Premier League, partendo dal 1' 35 su 38 volte, e contribuisce notevolmente al raggiungimento del quarto posto e quindi alla qualificazione alla UEFA Champions League. Non utilizzato in FA Cup, dove il club è eliminato subito (2-1) dallo Sheffield Wednesday, è in Coppa di Lega che è protagonista: lì realizza il suo primo obiettivo con la maglia sognata sin da piccolo (10 gennaio 2023, 2-0 contro il Leicester City) e trascina il Newcastle in finale, poi persa 2-0 contro il Manchester United.

##### 2023-2025: la prima volta da capitano e la vittoria della EFL Cup
Nella stagione 2023-2024 Burn salta otto partite tra Premier League, FA Cup, EFL Cup e Champions League, delle quali sette per via di un infortunio alla schiena. Segna in totale quattro reti, di cui una nella vittoria per 4-1 in Champions League contro il Paris Saint-Germain. Il club non riesce però a vincere altri match nel torneo continentale e viene eliminato alla fase a gironi. Nell'incontro perso 4-2 contro il Liverpool il giorno di Capodanno, indossa per la prima volta la fascia di capitano del Newcastle. Pur non essendo il primo capitano dei bianconeri, nelle ultime undici partite porta la fascia al braccio per nove volte.
Nell'annata 2024-2025 è fondamentale per la vittoria dei Magpies in English Football League Cup, segnando anche un goal nella finale vinta 2-1 contro il Liverpool e vincendo il premio Alan Hardaker, ovvero il Man Of The Match dell'ultimo incontro della competizione.

### Nazionale
Il 14 marzo 2025 viene convocato per la prima volta in nazionale maggiore, con cui ha esordito da titolare sette giorni dopo nel successo per 2-0 contro l’Albania.

## Statistiche

### Presenze e reti nei club
Statistiche aggiornate al 17 marzo 2025.
| Stagione          | Squadra           | Campionato        | Campionato | Campionato | Coppe nazionali | Coppe nazionali | Coppe nazionali | Coppe continentali | Coppe continentali | Coppe continentali | Altre coppe | Altre coppe | Altre coppe | Totale | Totale |
| Stagione          | Squadra           | Comp              | Pres       | Reti       | Comp            | Pres            | Reti            | Comp               | Pres               | Reti               | Comp        | Pres        | Reti        | Pres   | Reti   |
| ----------------- | ----------------- | ----------------- | ---------- | ---------- | --------------- | --------------- | --------------- | ------------------ | ------------------ | ------------------ | ----------- | ----------- | ----------- | ------ | ------ |
| 2009-2010         | Darlington        | FL2               | 4          | 0          | FACup+CdL       | 0+0             | 0               | -                  | -                  | -                  | FLT         | -           | -           | 4      | 0      |
| 2010-2011         | Darlington        | CP                | 10         | 0          | FACup           | 0               | 0               | -                  | -                  | -                  | FAT         | 5           | 0           | 15     | 0      |
| Totale Darlington | Totale Darlington | Totale Darlington | 14         | 0          |                 | 0               | 0               |                    | -                  | -                  |             | 5           | 0           | 19     | 0      |
| 2011-2012         | Fulham            | PL                | 0          | 0          | FACup+CdL       | 0+0             | 0               | -                  | -                  | -                  | -           | -           | -           | 0      | 0      |
| 2012-2013         | Yeovil Town       | FL1               | 34+3       | 2+1        | FACup+CdL       | 1+0             | 0               | -                  | -                  | -                  | FLT         | 3           | 0           | 41     | 3      |
| 2013-gen. 2014    | Birmingham City   | FLC               | 24         | 0          | FACup+CdL       | 0+4             | 1               | -                  | -                  | -                  | -           | -           | -           | 28     | 1      |
| gen.-giu. 2014    | Fulham            | PL                | 9          | 0          | FACup+CdL       | 3+0             | 0               | -                  | -                  | -                  | -           | -           | -           | 12     | 0      |
| 2014-2015         | Fulham            | FLC               | 20         | 1          | FACup+CdL       | 0+2             | 1               | -                  | -                  | -                  | -           | -           | -           | 22     | 2      |
| 2015-2016         | Fulham            | FLC               | 32         | 0          | FACup+CdL       | 1+2             | 0               | -                  | -                  | -                  | -           | -           | -           | 35     | 0      |
| Totale Fulham     | Totale Fulham     | Totale Fulham     | 61         | 1          |                 | 8               | 1               |                    | -                  | -                  |             | -           | -           | 69     | 2      |
| 2016-2017         | Wigan             | FLC               | 42         | 1          | FACup+CdL       | 2+0             | 0               | -                  | -                  | -                  | -           | -           | -           | 44     | 1      |
| 2017-2018         | Wigan             | FL1               | 45         | 5          | FACup+CdL       | 8+0             | 1               | -                  | -                  | -                  | FLT         | -           | -           | 53     | 6      |
| 2018-gen. 2019    | Wigan             | FLC               | 14         | 0          | FACup+CdL       | 0+0             | 0               | -                  | -                  | -                  | -           | -           | -           | 14     | 0      |
| Totale Wigan      | Totale Wigan      | Totale Wigan      | 101        | 6          |                 | 10              | 1               |                    | -                  | -                  |             | -           | -           | 111    | 7      |
| gen.-giu. 2019    | Brighton          | PL                | 0          | 0          | FACup+CdL       | 3+0             | 0               | -                  | -                  | -                  | -           | -           | -           | 3      | 0      |
| 2019-2020         | Brighton          | PL                | 34         | 0          | FACup+CdL       | 0+0             | 0               | -                  | -                  | -                  | -           | -           | -           | 34     | 0      |
| 2020-2021         | Brighton          | PL                | 27         | 1          | FACup+CdL       | 2+3             | 0               | -                  | -                  | -                  | -           | -           | -           | 32     | 1      |
| 2021-gen. 2022    | Brighton          | PL                | 13         | 1          | FACup+CdL       | 1+2             | 0               | -                  | -                  | -                  | -           | -           | -           | 16     | 1      |
| Totale Brighton   | Totale Brighton   | Totale Brighton   | 74         | 2          |                 | 11              | 0               |                    | -                  | -                  |             | -           | -           | 85     | 2      |
| gen.-giu. 2022    | Newcastle Utd     | PL                | 16         | 0          | FACup+CdL       | -               | -               | -                  | -                  | -                  | -           | -           | -           | 16     | 0      |
| 2022-2023         | Newcastle Utd     | PL                | 38         | 1          | FACup+CdL       | 0+6             | 0+1             | -                  | -                  | -                  | -           | -           | -           | 44     | 2      |
| 2023-2024         | Newcastle Utd     | PL                | 33         | 2          | FACup+CdL       | 4+2             | 1+0             | UCL                | 4                  | 1                  | -           | -           | -           | 43     | 4      |
| 2024-2025         | Newcastle Utd     | PL                | 28         | 1          | FACup+CdL       | 2+7             | 0+1             |                    | -                  | -                  | -           | -           | -           | 37     | 2      |
| Totale Newcastle  | Totale Newcastle  | Totale Newcastle  | 115        | 4          |                 | 21              | 3               |                    | 4                  | 1                  |             | -           | -           | 136    | 8      |
| Totale carriera   | Totale carriera   | Totale carriera   | 426        | 16         |                 | 55              | 6               |                    | 4                  | 1                  |             | 8           | 0           | 489    | 23     |

### Cronologia presenze e reti in nazionale
| Cronologia completa delle presenze e delle reti in nazionale ― Inghilterra | Cronologia completa delle presenze e delle reti in nazionale ― Inghilterra | Cronologia completa delle presenze e delle reti in nazionale ― Inghilterra | Cronologia completa delle presenze e delle reti in nazionale ― Inghilterra | Cronologia completa delle presenze e delle reti in nazionale ― Inghilterra | Cronologia completa delle presenze e delle reti in nazionale ― Inghilterra | Cronologia completa delle presenze e delle reti in nazionale ― Inghilterra | Cronologia completa delle presenze e delle reti in nazionale ― Inghilterra |
| Data                                                                       | Città                                                                      | In casa                                                                    | Risultato                                                                  | Ospiti                                                                     | Competizione                                                               | Reti                                                                       | Note                                                                       |
| -------------------------------------------------------------------------- | -------------------------------------------------------------------------- | -------------------------------------------------------------------------- | -------------------------------------------------------------------------- | -------------------------------------------------------------------------- | -------------------------------------------------------------------------- | -------------------------------------------------------------------------- | -------------------------------------------------------------------------- |
| 21-3-2025                                                                  | Londra                                                                     | Inghilterra                                                                | 2 – 0                                                                      | Albania                                                                    | Qual. Mondiali 2026                                                        | -                                                                          |                                                                            |
| 7-6-2025                                                                   | Cornellà de Llobregat                                                      | Andorra                                                                    | 0 – 1                                                                      | Inghilterra                                                                | Qual. Mondiali 2026                                                        | -                                                                          |                                                                            |
| Totale                                                                     |                                                                            | Presenze                                                                   | 2                                                                          |                                                                            | Reti                                                                       | 0                                                                          |                                                                            |

## Palmarès

### Club

#### Competizioni nazionali
- FA Trophy: 1

Darlington: 2010-2011
- Football League One: 1

Wigan: 2017-2018
- Coppa di Lega inglese: 1

Newcastle: 2024-2025